# Macrocarpaea piresii
Macrocarpaea piresii är en gentianaväxtart som beskrevs av Bassett Maguire. Macrocarpaea piresii ingår i släktet Macrocarpaea och familjen gentianaväxter. Inga underarter finns listade i Catalogue of Life.